# Galgán lékařský
Galgán lékařský (Alpinia officinarum) je rostlina z čeledi zázvorníkovitých (Zingiberaceae).
Oddenek se používá v indonéské a thajské kuchyni pod názvem galangal.

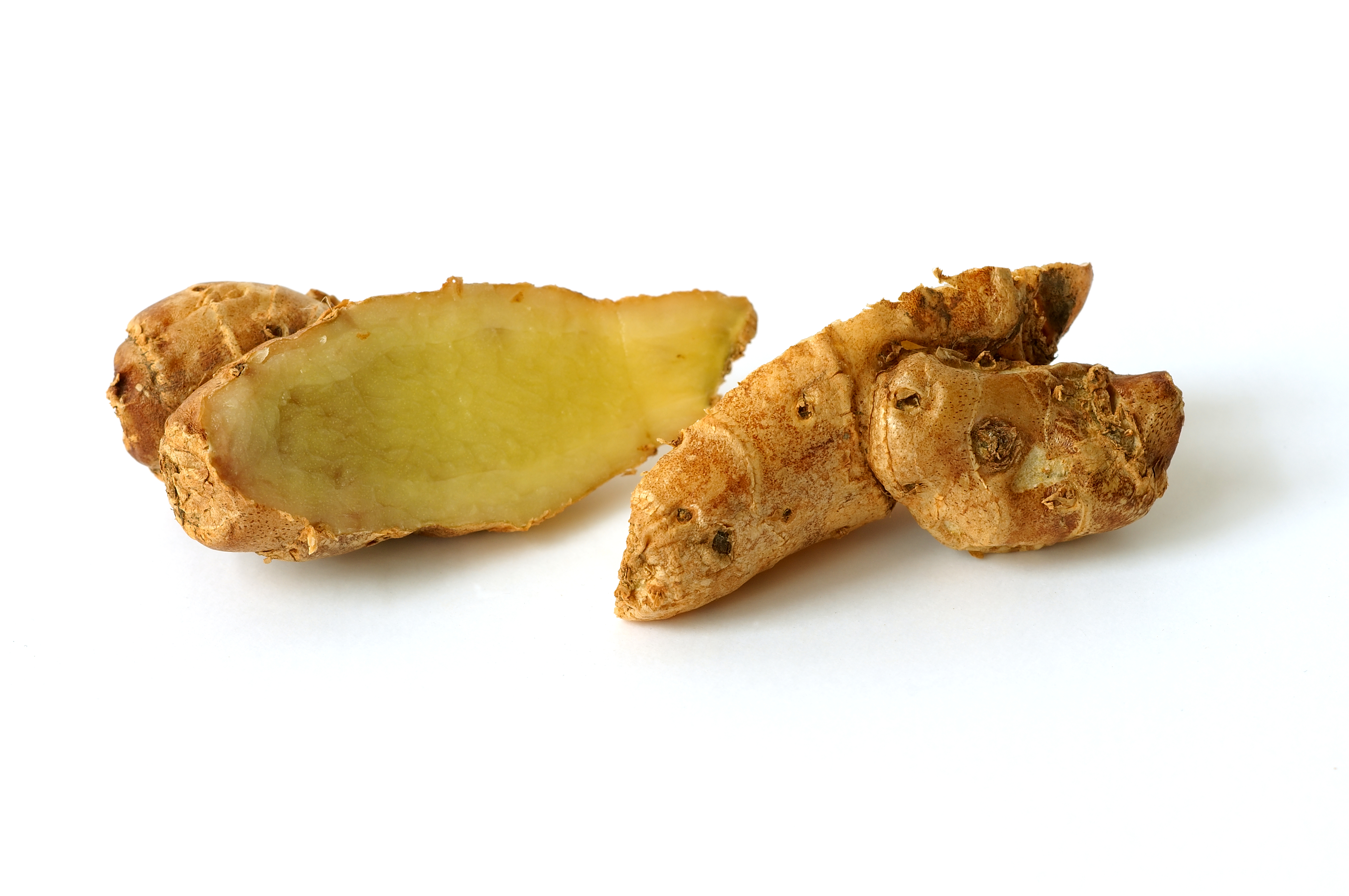
Hlíza galgánu lékařského.